# Copa algeriana de futbol
La Copa algeriana de futbol és una competició futbolística que es disputa per eliminatòries, la segona en importància d'Algèria. Es disputa des de d'octubre de 1962, tres mesos després de la independència.

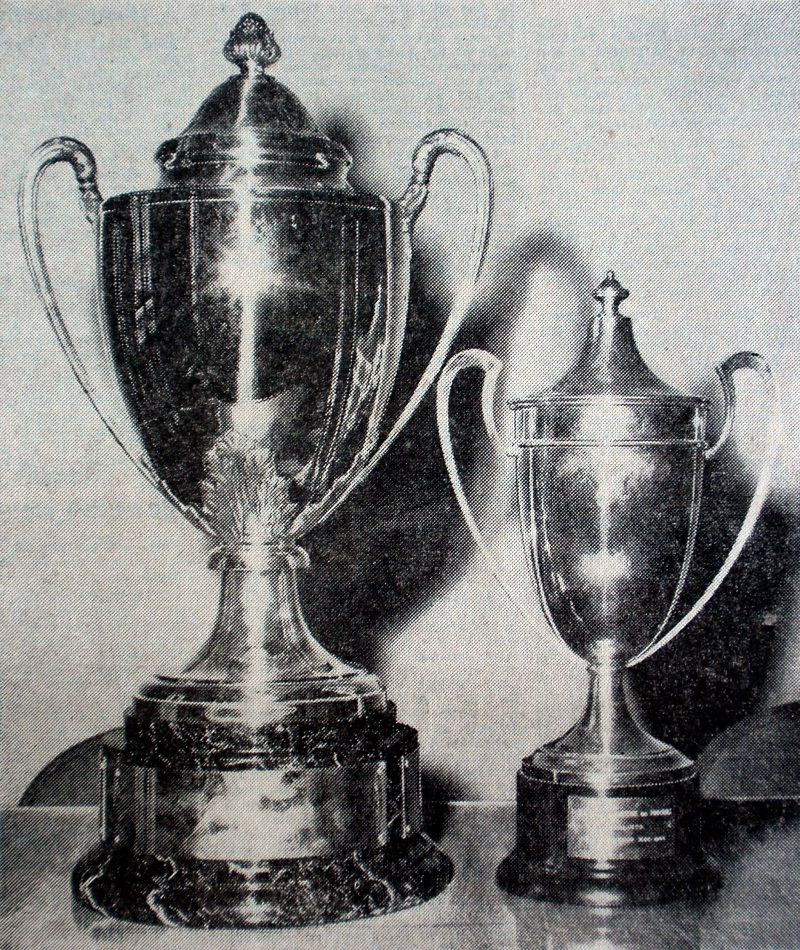
Trofeus de 1963 (dreta) i 1964 (esquerra).

## Historial
Font:
Època colonial (1956-1962)
| Temporada | Campió                  | Marcador                | Finalista               | Estadi                                  |
| --------- | ----------------------- | ----------------------- | ----------------------- | --------------------------------------- |
| 1956-57   | AS Marine d'Orà         | 2-2, 2-2, 3-1 (prò.)    | AGS Mascara             | Estadi Vincent-Monréal, Orà             |
| 1957-58   | SC Bel-Abbès            | 4-0                     | AS Saint-Eugène         | Estadi Henri Fouquès-Duparc, Orà        |
| 1958-59   | SC Bel-Abbès            | 1-0                     | SS La Marsa             | Estadi Henri Fouquès-Duparc, Orà        |
| 1959-60   | SC Bel-Abbès            | 3-0                     | Olympique Hussein Dey   | Estadi Municipal de Saint-Eugène, Alger |
| 1960-61   | Perrégaux GS            | 2-1                     | Gallia Sports Alger     | Estadi Henri Fouquès-Duparc, Orà        |
| 1961-62   | campionat no finalitzat | campionat no finalitzat | campionat no finalitzat | campionat no finalitzat                 |

Des de la independència (des de 1962)
| Temporada | Campió                                                | Marcador                                              | Finalista                                             | Estadi                                                | Espectadors                                           |
| --------- | ----------------------------------------------------- | ----------------------------------------------------- | ----------------------------------------------------- | ----------------------------------------------------- | ----------------------------------------------------- |
| 1962-63   | ES Sétif (1)                                          | 1-1 / 2-0 (rep)                                       | ES Mostaganem                                         | Estadi El-Anasser, Alger                              | 11.000                                                |
| 1963-64   | ES Sétif (2)                                          | 2-1                                                   | MO Constantine                                        | Estadi El-Anasser, Alger                              | 15.000                                                |
| 1964-65   | MC Saida (1)                                          | 2-1                                                   | ES Mostaganem                                         | Estadi El-Anasser, Alger                              | 15.000                                                |
| 1965-66   | CR Belcourt (1)                                       | 3-1                                                   | RC Kouba                                              | Estadi El-Anasser, Alger                              | 20.000                                                |
| 1966-67   | ES Sétif (3)                                          | 1-0                                                   | JSM Skikda                                            | Estadi El-Anasser, Alger                              | 10.000                                                |
| 1967-68   | ES Sétif (4)                                          | 3-2                                                   | NA Hussein Dey                                        | Estadi El-Anasser, Alger                              |                                                       |
| 1968-69   | CR Belcourt (2)                                       | 1-1 / 5-3 (rep)                                       | USM Alger                                             | Estadi El-Anasser, Alger                              |                                                       |
| 1969-70   | CR Belcourt (3)                                       | 1-1 / 4-1 (rep)                                       | USM Alger                                             | Estadi El-Anasser, Alger                              |                                                       |
| 1970-71   | MC Alger (1)                                          | 2-0                                                   | USM Alger                                             | Estadi El-Anasser, Alger                              | 20.000                                                |
| 1971-72   | Hamra Annaba (1)                                      | 2-0                                                   | USM Alger                                             | Estadi 5 de Juliol de 1962, Alger                     | 80.000                                                |
| 1972-73   | MC Alger (2)                                          | 4-2                                                   | USM Alger                                             | Estadi 5 de Juliol de 1962, Alger                     | 80.000                                                |
| 1973-74   | USM El Harrach (1)                                    | 1-0                                                   | WA Tlemcen                                            | Estadi 5 de Juliol de 1962, Alger                     | 35.000                                                |
| 1974-75   | MC Oran (1)                                           | 2-0                                                   | MO Constantine                                        | Estadi 5 de Juliol de 1962, Alger                     | 70.000                                                |
| 1975-76   | MC Alger (3)                                          | 2-0                                                   | MO Constantine                                        | Estadi 5 de Juliol de 1962, Alger                     | 90.000                                                |
| 1976-77   | JS Kawkabi (1)                                        | 2-1                                                   | NA Hussein-Dey                                        | Estadi 5 de Juliol de 1962, Alger                     | 50.000                                                |
| 1977-78   | CM Belcourt (4)                                       | 0-0 (pen)                                             | USK Alger                                             | Estadi 5 de Juliol de 1962, Alger                     | 80.000                                                |
| 1978-79   | MA Hussein-Dey (1)                                    | 2-1                                                   | JE Tizi-Ouzou                                         | Estadi 5 de Juliol de 1962, Alger                     | 66.000                                                |
| 1979-80   | EP Sétif (5)                                          | 1-0                                                   | USK Alger                                             | Estadi 5 de Juliol de 1962, Alger                     | 70.000                                                |
| 1980-81   | USK Alger (1)                                         | 2-1                                                   | ASC Oran                                              | Estadi 24 de febrer de 1956, Sidi Bel-Abbes           | 50.000                                                |
| 1981-82   | DNC Alger (1)                                         | 2-1                                                   | MA Hussein-Dey                                        | Estadi 5 de Juliol de 1962, Alger                     | 3.000                                                 |
| 1982-83   | MP Alger (4)                                          | 4-3                                                   | ASC Oran                                              | Estadi 5 de Juliol de 1962, Alger                     | 43.000                                                |
| 1983-84   | MP Oran (2)                                           | 2-1 (prò.)                                            | JH Djazaïr                                            | Estadi 1 de Novembre de 1954, Batna                   | 30.000                                                |
| 1984-85   | MP Oran (3)                                           | 2-0                                                   | CRE Constantine                                       | Estadi 5 de Juliol de 1962, Alger                     | 35.000                                                |
| 1985-86   | JE Tizi-Ouzou (2)                                     | 1-0 (prò.)                                            | WKF Collo                                             | Estadi 5 de Juliol de 1962, Alger                     | 65.000                                                |
| 1986-87   | USM El Harrach (2)                                    | 1-0                                                   | JSM Bordj Menaïel                                     | Estadi 5 de Juliol de 1962, Alger                     | 35.000                                                |
| 1987-88   | USM Alger (2)                                         | 0-0 (pen)                                             | J Belcourt                                            | Estadi 5 de Juliol de 1962, Alger                     | 36.204                                                |
| 1988-89   | ES Sétif (6)                                          | 1-0                                                   | MB Batna                                              | Estadi 5 de Juliol de 1962, Alger                     | 9.410                                                 |
| 1989-90   | No es disputà                                         | No es disputà                                         | No es disputà                                         | No es disputà                                         | No es disputà                                         |
| 1990-91   | USM Bel-Abbès (1)                                     | 2-0                                                   | JS Kabylie                                            | Estadi 5 de Juliol de 1962, Alger                     | 50.000                                                |
| 1991-92   | JS Kabylie (3)                                        | 1-0                                                   | ASO Chlef                                             | Estadi Ahmed Zabana, Orà                              |                                                       |
| 1992-93   | No es disputà                                         | No es disputà                                         | No es disputà                                         | No es disputà                                         | No es disputà                                         |
| 1993-94   | JS Kabylie (4)                                        | 1-0                                                   | AS Ain M'lila                                         | Estadi 5 de Juliol de 1962, Alger                     |                                                       |
| 1994-95   | CR Belouizdad (5)                                     | 2-1                                                   | Olympique de Médéa                                    | Estadi 5 de Juliol de 1962, Alger                     |                                                       |
| 1995-96   | MC Oran (4)                                           | 1-0 (prò.)                                            | USM Blida                                             | Estadi 5 de Juliol de 1962, Alger                     | 74.738                                                |
| 1996-97   | USM Alger (3)                                         | 1-0                                                   | CA Batna                                              | Estadi 5 de Juliol de 1962, Alger                     |                                                       |
| 1997-98   | WA Tlemcen (1)                                        | 1-0                                                   | MC Oran                                               | Estadi 5 de Juliol de 1962, Alger                     |                                                       |
| 1998-99   | USM Alger (4)                                         | 2-0                                                   | JS Kabylie                                            | Estadi 5 de Juliol de 1962, Alger                     | 63.000                                                |
| 1999-00   | CR Béni Thour (1)                                     | 2-1                                                   | WA Tlemcen                                            | Estadi 5 de Juliol de 1962, Alger                     |                                                       |
| 2000-01   | USM Alger (5)                                         | 1-0                                                   | CR Mécheria                                           | Estadi 5 de Juliol de 1962, Alger                     | 75.000                                                |
| 2001-02   | WA Tlemcen (2)                                        | 1-0                                                   | MC Oran                                               | Estadi 19 de Maig de 1956, Annaba                     |                                                       |
| 2002-03   | USM Alger (6)                                         | 2-1 (prò.)                                            | CR Belouizdad                                         | Estadi Mustapha Tchaker, Blida                        | 40.000                                                |
| 2003-04   | USM Alger (7)                                         | 0-0 (pen)                                             | JS Kabylie                                            | Estadi 5 de Juliol de 1962, Alger                     | 70.000                                                |
| 2004-05   | ASO Chlef (1)                                         | 1-0 (prò.)                                            | USM Sétif                                             | Estadi 5 de Juliol de 1962, Alger                     | 65.000                                                |
| 2005-06   | MC Alger (5)                                          | 2-1                                                   | USM Alger                                             | Estadi 5 de Juliol de 1962, Alger                     | 70.000                                                |
| 2006-07   | MC Alger (6)                                          | 1-0                                                   | USM Alger                                             | Estadi 5 de Juliol de 1962, Alger                     | 70.000                                                |
| 2007-08   | JSM Béjaïa (1)                                        | 1-1 (pen)                                             | WA Tlemcen                                            | Estadi Mustapha Tchaker, Blida                        | 35.000                                                |
| 2008-09   | CR Belouizdad (6)                                     | 0-0 (pen)                                             | CA Bordj Bou Arreridj                                 | Estadi Mustapha Tchaker, Blida                        | 35.000                                                |
| 2009-10   | ES Sétif (7)                                          | 3-0                                                   | CA Batna                                              | Estadi 5 de Juliol de 1962, Alger                     | 50.000                                                |
| 2010-11   | JS Kabylie (5)                                        | 1-0                                                   | USM El Harrach                                        | Estadi 5 de Juliol de 1962, Alger                     | 60.000                                                |
| 2011-12   | ES Sétif (8)                                          | 2-1 (prò.)                                            | CR Belouizdad                                         | Estadi 5 de Juliol de 1962, Alger                     | 55.000                                                |
| 2012-13   | USM Alger (8)                                         | 1-0                                                   | MC Alger                                              | Estadi 5 de Juliol de 1962, Alger                     | 70.000                                                |
| 2013-14   | MC Alger (7)                                          | 1-1 (pen)                                             | JS Kabylie                                            | Estadi Mustapha Tchaker, Blida                        | 35.000                                                |
| 2014-15   | MO Béjaïa (1)                                         | 1-0                                                   | RC Arbaâ                                              | Estadi Mustapha Tchaker, Blida                        | 35.000                                                |
| 2015-16   | MC Alger (8)                                          | 1-0                                                   | NA Hussein Dey                                        | Estadi 5 de Juliol de 1962, Alger                     | 60.000                                                |
| 2016-17   | CR Belouizdad (7)                                     | 1-0 (prò.)                                            | ES Sétif                                              | Estadi 5 de Juliol de 1962, Alger                     | 50.000                                                |
| 2017-18   | USM Bel-Abbès (2)                                     | 2-0                                                   | JS Kabylie                                            | Estadi 5 de Juliol de 1962, Alger                     | 55.000                                                |
| 2018-19   | CR Belouizdad (8)                                     | 2-0                                                   | JSM Béjaïa                                            | Estadi Mustapha Tchaker, Blida                        | 28.000                                                |
| 2019–20   | Competició cancel·lada per la pandèmia de la COVID-19 | Competició cancel·lada per la pandèmia de la COVID-19 | Competició cancel·lada per la pandèmia de la COVID-19 | Competició cancel·lada per la pandèmia de la COVID-19 | Competició cancel·lada per la pandèmia de la COVID-19 |
| 2020–21   | Competició cancel·lada per la pandèmia de la COVID-19 | Competició cancel·lada per la pandèmia de la COVID-19 | Competició cancel·lada per la pandèmia de la COVID-19 | Competició cancel·lada per la pandèmia de la COVID-19 | Competició cancel·lada per la pandèmia de la COVID-19 |
| 2021–22   | Competició cancel·lada                                | Competició cancel·lada                                | Competició cancel·lada                                | Competició cancel·lada                                | Competició cancel·lada                                |
| 2022–23   | ASO Chlef (2)                                         | 2–1 (prò.)                                            | CR Belouizdad                                         | Estadi Miloud Hadefi, Orà                             | 25.000                                                |
| 2023–24   | CR Belouizdad (9)                                     | 1–0                                                   | MC Alger                                              | Estadi 5 de Juliol de 1962, Alger                     | 55.000                                                |